# Santos Urdinarán
Santos Urdinarán (Montevideo, 1900. március 30. – Montevideo, 1979. július 14.) olimpiai és világbajnok uruguayi válogatott labdarúgó.
Az uruguayi válogatott tagjaként részt vett az 1930-as világbajnokságon, az 1924. és az 1928. évi nyári olimpiai játékokon illetve az 1923-as, az 1924-es és az 1926-os Dél-amerikai bajnokságon.

## Sikerei, díjai
Nacional
- Uruguayi bajnok (5): 1919, 1920, 1922, 1923, 1924

Uruguay
- Világbajnok (1): 1930
- Dél-amerikai bajnok (3): 1923, 1924, 1926
- Olimpiai bajnok (2): 1924, 1928